# Albie Pearson
Albert Gregory Pearson (Alhambra, California, 12 de septiembre de 1934-Bentonville, Arkansas, 21 de febrero de 2023), más conocido como Albie Pearson, fue un jugador profesional estadounidense de béisbol que se desempeñó en la posición de jardinero central en las Grandes Ligas de Béisbol (MLB). Logró obtener el premio Novato del Año.

## Carrera
Pearson jugó como profesional dos temporadas en Washington Senators (1958-1959), después pasó a Baltimore Orioles (1959-1960), luego a Los Angeles Angels, donde jugó seis temporadas (1961-1966), y fue el equipo en el que se retiró.

## Premios
En 1958, fue galardonado con el premio Novato del Año.